# Lyallpur FC
Der Lyallpur Football Club ist ein pakistanischer Fußballverein aus Faisalabad. Der Verein spielt in der höchsten Liga des Landes, der Pakistan Premier League.

## Geschichte
Der Verein wurde 2010 als University Football Club gegründet und 2014 in Lyallpur Football Club umbenannt.

## Erfolge
- Pakistan Football Federation League: 2021

## Stadion
Der Verein trägt seine Heimspiele im Railways Ground in Faisalabad aus. Das Stadion hat ein Fassungsvermögen von 10.000 Personen.

## Trainerchronik
Stand: Mai 2022
| Trainer             | Nation   | von         | bis           |
| ------------------- | -------- | ----------- | ------------- |
| Muhammad Habib      | Pakistan | Januar 2014 | Dezember 2014 |
| Mirza Nadeem Sarwar | Pakistan | Januar 2020 | Juli 2021     |
| Muhammad Habib      | Pakistan | Juli 2021   | heute         |